# 参議
参議（さんぎ）は、日本の朝廷組織の最高機関である太政官の官職の一つ。四等官の中の次官（すけ）に相当する令外官で、納言に次ぐ。唐名（漢風名称）は宰相・相公・平章事・諫議大夫。和訓はおほまつりことひと。
宮中の政（朝政）に参議するという意味で、朝政の議政官に位置する。

## 律令制における参議
四位以上の位階を持つ廷臣の中から、才能のある者を選び、大臣と参会して朝政を参議させたもの。参議以上または三位以上の者を公卿と称しているため、参議の官職にある者は位階が四位であっても公卿に含まれる。
参議に官位相当を定めた詔勅や宣旨などが見当たらず、相当位は無い。そのため、位階に応じて行・守を添えることはなく、例えば、参議正二位。参議従四位下と綴る。なお、菅原道真は参議に官位相当の規定が無いことは問題であるとし、官位相当・考禄等を定めるべきと上奏しているが、それに対しての回答の有無は伝わらない。
また、律令法では位階の上下や職事官か否かが重視されたが、四位相当でも就任可能でかつ官位相当がないため職事官とは言えない参議はこの原則に従えば議政官の一員にもかかわらず位署が非参議よりも下になる可能性があったが、多くの公卿はこれに不都合と捉えており（実際、後から編纂された式などは参議を上位者として位置づけている）、位署における参議の位置の問題については平安時代中期以降度々論争になっている。

### 歴史
文武天皇の代は、大宝律令が制定されると同時期の大宝2年（702年）5月21日に大伴安麻呂・粟田真人・高向麻呂・下毛野古麻呂・小野毛野を政治に参議させたのが創始であるが、この頃は彼ら個々に対して政治に「参議」することを命じられたもので、まだ官職名ではなかった。
天平3年（731年）正官として参議が成立。
大同2年（807年）参議は一時廃止され観察使が置かれたが、弘仁元年（810年）復活した。
現任で8人が補任されている傾向があるため、別名を八座・やくらのつかさとも称するようになったが、参議の定員を定める詔勅や宣旨が発せられた形跡がなく、折々の都合で人員数は増減した。また、神亀6年（729年）2月から天平3年（731年）8月までと、延暦25年（806年）3月から同年4月まで、一時的に権官として権参議が置かれたほか、大同元年（806年）閏6月には准参議が、天平神護2年（766年）道鏡政権下で参議と同格の法参議が置かれ僧侶が任命された。
参議の役割としては、八省卿との兼官、太政官の公卿合議（陣儀）への参加としての性格を有していたが、中世に入ると八省の形骸化が進んだため、儀式・政務における公卿要員としての要素が強くなっていった。

### 参議任官の条件
参議に任ぜられるためには、三位の位階を持つか、もしくは四位以上の位階を持ち、かつ以下いずれかの条件を満たす必要があった。
- 以下のいずれかの官職を務めた経験がある者
  - 蔵人頭・左右大弁・近衛中将（長年務めた場合のみ）・左中弁・式部大輔（侍読を務めた場合のみ）
- 五ヶ国の国司を無事に務め上げた者

## 武家官位としての参議
豊臣政権や江戸幕府では大名に授ける官位（武家官位）として用いられた。
加賀前田家のほか、江戸時代には徳川家庶流の一部（初期の越前松平家、館林徳川家、甲府徳川家）が任ぜられ、「加賀宰相」など、封じられた地名と唐名の「宰相」をつなげて呼ばれた。

## 明治政府における参議
明治政府における参議とは、「王政復古」により成立した明治政府の役職。
閣僚にあたる卿より上位で、さらに上位にある右大臣、左大臣、太政大臣などが実質的権限を持たない場合が多かったため、職掌分担なしに閣僚たちを指導する、いわば集団制の政府首班として位置づけられていた。
1869年8月15日（明治2年7月8日）の官位改正により従来の参議は廃止となり、このとき職員令により新たな太政官の官制を定めて「大臣」、「大納言」と共に明治政府の重職の一つとして改めて「参議」を置いた。このときの参議の職掌は大納言と同じとされていた。大臣と大納言が前議定の華族（公卿と諸侯）出身者で占められる一方で、参議は前参与など薩長土肥の維新功臣から任命されていた。維新功臣同士も一枚岩ではなく、それぞれが利害を主張し対立を続けた。長州藩出身の前原一誠は同藩出身の木戸孝允に嫌われていたため、短期間で参議を辞職している。また、明治3年（1870年）には、当時、能吏として頭角を現しつつあった肥前藩出身の大隈重信（当時は民部大輔・大蔵大輔を兼任）の参議昇格を巡り、賛成派の木戸孝允と反対派の大久保利通・副島種臣・広沢真臣が対立し、大久保らが一時辞表を出す騒動となった。結局木戸が譲歩し、大隈の参議昇格と引き換えに民部大輔と大蔵大輔との兼任を解かれ、民部省の職務に大久保らが関与することになる。
1871年8月29日（明治4年7月14日）の廃藩置県により、華族の大半は一掃され、維新功臣が政府の中核となる。この直前、郡県制への移行の実現のため、兵士を引き連れて上京した薩摩藩出身の西郷隆盛は、木戸孝允一人を参議とし、他の者は省庁に下ることを提案し、大久保らの賛同を得たが、木戸本人に固辞されたため、自身も参議に就任するという妥協に応じて、共に参議に就任した。
その後、藩閥勢力の均衡を図るため、木戸の計らいで大隈と土佐藩出身の板垣退助が参議に就任している。藩の勢力が温存されることを嫌った大久保（当時は大蔵卿）は有司専制体制の確立のため、大蔵省と民部省を統合し、自身が長官を務める大蔵省の権限を強大なものとした。直後に岩倉使節団の一員として大久保は木戸らと共に洋行し国内を留守にすることになり、大蔵省は留守を守る井上馨（当時は大蔵大輔）らによって牛耳られることになる。井上は「今清盛」と呼ばれるほどの権勢で新政府全体をもリードした。
職制上は閣僚代理兼次席に過ぎない大蔵大輔の井上が大きな権力を持つことになったのは、明治初年においては省卿に堂上華族が多く名目的に就任し、次席である大輔の方に実力者が就いて事実上の大臣業務を行っていた名残でもあり、また、大蔵省に膨大な権限が集中していたためでもある。実質的な政府の中心人物であった大久保は、この時期参議を辞して大蔵卿専任となっており、参議、省卿、大輔の間の序列が非常に曖昧になっていた。大隈が民部大輔、大蔵大輔から参議へ、卿を経ずにいわば二階級特進したのも同様の事情であり、しかも当初は大輔と参議を兼任する予定すらあった。
1871年9月13日（明治4年7月29日）に導入された三院制体制下において、正院が設置された。その正院の中に、特に参議の意思決定の場として設けられたのが、太政官内の廟儀における「内閣」であり、後の内閣制度の萌芽となる。ただし、現在の主任の大臣に相当する卿は右院を構成し、正院（内閣・閣議）から除外されていた。この1873年の改革は「内閣」を設置するものであったが、参議は天皇の輔弼は行ないこととされていた。明治6年（1873年）には、大蔵省の強大な権限が問題とされ、江藤新平ら反大蔵省派が勝利し、井上らは辞任。そして制度改革により正院における参議の地位向上が明確なものとなった。
続く明治六年政変においては、西郷や板垣、江藤新平といった有力者が参議を辞任するなど政府の求心力が停止する中、大久保利通は内務省を創設し自身が内務卿となると共に、参議と各省長官を兼任する制度（参議省卿兼任制）を導入し、省卿を内閣に参加させることにより、政府意思の一体化による政治の引き締めを図った。この時点で、それまで大蔵省を中心にしていた大幅な権力が内務省に移管され、その長官（卿）である大久保は以後の政府の実質的な単独首班となる。
1875年（明治8年）の大久保・木戸・板垣三者による会談である大阪会議、続く漸次立憲政体樹立の詔により左右両院が廃止され、元老院と大審院が設置されるなど大きな制度改革があったが、参議の役割にはさほど変更はなかった（ただし左右大臣の職掌は参議と同等となった）。木戸と板垣は参議に復帰するが、既に参議省卿兼任制により、政府の要職は大久保らによって独占される形となり、木戸や板垣らはその奪回のため参議と省卿の分離を主張するようになった。結局板垣は短期間で参議を辞任したが、木戸は江華島事件以後の国家的危機を憂慮し参議の職に留まった。
大久保の死後、参議の中で頭角を現した伊藤博文は、1880年（明治13年）の太政官改革により（太政官六部制）、参議と省卿との再分離を実現し、参議を個々の省務から解放させ、国全体の意思決定に専念する職務に転換させ、「内閣」そのものの強化を図る制度を図った。しかし、大臣の地位を保有する岩倉具視は参議の地位向上を快く思わず、公家出身という身分の高さに由来する天皇との密接な関係を利用し、参議や省卿間の対立を煽ったため、参議と「内閣」の地位向上は思うようには進まなかった。
岩倉の死後、1885年（明治18年）、伊藤の提案により太政官制度が廃止され、「内閣職権」などにより新たに内閣制度が発足すると共に参議は廃止される。日本政府は、ここで名実ともに総理大臣を単独首班としていただく組織に移行したが、後に制定された帝国憲法でも、正式に内閣制度が固定化されることはなかった。

### 参議の一覧
| 氏名 | 氏名       | 就任日         | 辞任日         | 出身等   | 備考 | 参議数              |
| ---- | ---------- | -------------- | -------------- | -------- | ---- | ------------------- |
|      | 副島種臣   | 1869年7月8日   | 1871年7月24日  | 旧肥前藩 |      | 0人→2人             |
|      | 前原一誠   | 1869年7月8日   | 1870年9月2日   | 旧長州藩 |      | 0人→2人             |
|      | 大久保利通 | 1869年7月22日  | 1871年6月25日  | 旧薩摩藩 |      | 2人→4人→3人         |
|      | 広沢真臣   | 1869年7月23日  | 1871年1月9日   | 旧長州藩 |      | 2人→4人→3人         |
|      | 佐々木高行 | 1870年2月5日   | 1871年6月25日  | 旧土佐藩 |      | 3人→7人→6人→1人     |
|      | 斎藤利行   | 1870年5月15日  | 1871年6月25日  | 旧土佐藩 |      | 3人→7人→6人→1人     |
|      | 木戸孝允   | 1870年6月10日  | 1871年6月25日  | 旧長州藩 |      | 3人→7人→6人→1人     |
|      | 大隈重信   | 1870年9月2日   | 1871年6月25日  | 旧肥前藩 |      | 3人→7人→6人→1人     |
|      | 木戸孝允   | 1871年6月25日  | 1874年5月13日  | 旧長州藩 | 再任 | 1人→3人→5人→4人     |
|      | 西郷隆盛   | 1871年6月25日  | 1873年10月24日 | 旧薩摩藩 |      | 1人→3人→5人→4人     |
|      | 板垣退助   | 1871年7月14日  | 1873年10月25日 | 旧土佐藩 |      | 1人→3人→5人→4人     |
|      | 大隈重信   | 1871年7月14日  | 1881年10月12日 | 旧肥前藩 | 再任 | 1人→3人→5人→4人     |
|      | 後藤象二郎 | 1873年4月19日  | 1873年10月25日 | 旧土佐藩 |      | 4人→7人             |
|      | 大木喬任   | 1873年4月19日  | 1885年12月22日 | 旧肥前藩 |      | 4人→7人             |
|      | 江藤新平   | 1873年4月19日  | 1873年10月25日 | 旧肥前藩 |      | 4人→7人             |
|      | 大久保利通 | 1873年10月12日 | 1878年5月14日  | 旧薩摩藩 |      | 7人→8人→9人→8人     |
|      | 副島種臣   | 1873年10月13日 | 1873年10月25日 | 旧肥前藩 |      | 7人→8人→9人→8人     |
|      | 伊藤博文   | 1873年10月25日 | 1885年12月22日 | 旧長州藩 |      | 8人→4人→6人→7人→6人 |
|      | 勝海舟     | 1873年10月25日 | 1875年4月25日  | 旧幕臣   |      | 8人→4人→6人→7人→6人 |
|      | 寺島宗則   | 1873年10月28日 | 1881年10月21日 | 旧薩摩藩 |      | 8人→4人→6人→7人→6人 |
|      | 伊地知正治 | 1874年8月2日   | 1875年6月10日  | 旧薩摩藩 |      | 6人→9人             |
|      | 山縣有朋   | 1874年8月2日   | 1885年12月22日 | 旧長州藩 |      | 6人→9人             |
|      | 黒田清隆   | 1874年8月2日   | 1882年1月11日  | 旧薩摩藩 |      | 6人→9人             |
|      | 木戸孝允   | 1875年3月8日   | 1876年3月28日  | 旧長州藩 |      | 9人→11人→6人        |
|      | 板垣退助   | 1875年3月12日  | 1875年10月27日 | 旧土佐藩 |      | 9人→11人→6人        |
|      | 西郷従道   | 1878年5月24日  | 1885年12月22日 | 旧薩摩藩 |      | 6人→8人→9人         |
|      | 川村純義   | 1878年5月24日  | 1885年12月22日 | 旧薩摩藩 |      | 6人→8人→9人         |
|      | 井上馨     | 1878年7月29日  | 1885年12月22日 | 旧長州藩 |      | 6人→8人→9人         |
|      | 山田顕義   | 1879年9月10日  | 1885年12月22日 | 旧長州藩 |      | 9人→10人→9人        |
|      | 松方正義   | 1881年10月21日 | 1885年12月22日 | 旧薩摩藩 |      | 9人→8人→7人→11人    |
|      | 大山巌     | 1881年10月21日 | 1885年12月22日 | 旧薩摩藩 |      | 9人→8人→7人→11人    |
|      | 福岡孝悌   | 1881年10月21日 | 1885年12月22日 | 旧土佐藩 |      | 9人→8人→7人→11人    |
|      | 佐々木高行 | 1881年10月21日 | 1885年12月22日 | 旧土佐藩 |      | 9人→8人→7人→11人    |

## 参議院との関係
第二次世界大戦後、貴族院に代わる上院制度を創設するにあたって、その名称が定められることとなった。「参議院」の名称は小原直が1945年（昭和20年）12月12日に発言し、12月26日の憲法問題調査委員会第6回総会で「両議院ト云ヒタイカラヤハリ衆議院ハソノママニシテ×議院ト云フ風ニシタイ」「参議院位ガイイ」として事実上決定されたという経緯があるが、律令および明治時代の参議との関連については言及されていない。

## 関連書籍
- 竹内理三「参議制の確立」（『律令制と貴族政権・第一部』御茶ノ水書房、1957年（昭和32年）発行に所収）
- 今江広道「令外の官の一考察」（坂本太郎博士古希記念会『続日本古代史論集・下巻』吉川弘文館、1972年（昭和47年）発行に所収）
- 黒板伸夫「参議に関する一考察」（山中裕『平安時代の歴史と文学・歴史編』吉川弘文館、1981年（昭和56年）発行に所収）
- 瀧浪貞子「参議論の再検討―貴族合議制の成立過程－」『日本古代宮廷社会の研究』思文閣出版、1991年（平成3年）発行。ISBN 4784206779
- 土田直鎮「上卿について」『奈良平安時代史研究』（日本史学研究叢書）吉川弘文館、1992年（平成4年）発行。　ISBN 4642022570
- 虎尾達哉『日本古代の参議制』吉川弘文館、1998年（平成10年）発行。ISBN 9784642023269
- 井原今朝男「廷臣公家の職掌と禁裏小番制」『室町期廷臣社会論』塙書房、2014年（平成26年）発行。ISBN 9784827312669